# Xã Portland, Michigan
Xã Portland (tiếng Anh: Portland Township) là một xã thuộc quận Ionia, tiểu bang Michigan, Hoa Kỳ. Năm 2010, dân số của xã này là 3.404 người.